# Sony Ericsson Xperia Arc
Xperia Arc é um smartphone desenvolvido pela Sony Mobile, foi apresentado na Consumer Electronics Show en 2011, como sucessor do aparelho Xperia X10. 
O diferencial ao seu antecessor e outros modelos é o design com uma curvatura na parte de trás, semelhanate a um arco, característica que deu nome ao smartphone considerado um dos mais finos do planeta.

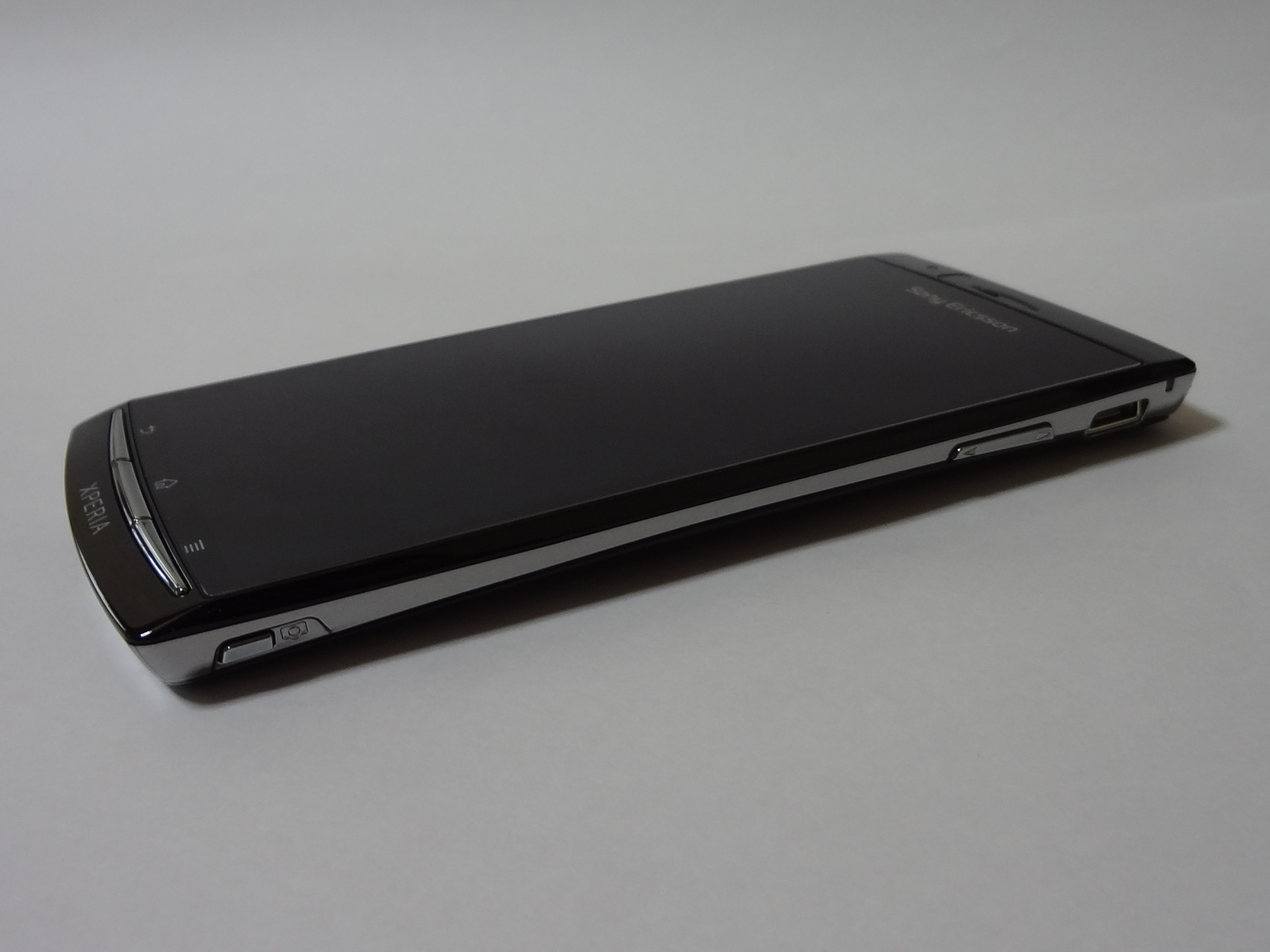
Xperia Arc

## No Brasil
Lançado no Brasil no início do mês de junho de 2011, sendo um dos primeiros a carregar o sistema operacional Android versão 2.3 (Gingerbread). O Xperia Arc começou a ser vendido no Brasil com preço inicial de R$ 1 699, vendido inicialmente pela operadora Claro e logo após pela Vivo.

## Hardware
O Sony Ericsson Xperia Arc é um smartphone Android avançado e abrangente de muitas maneiras. Tem uma tela de 4.2 polegadas com uma boa resolução de 854x480 pixels. As funcionalidades oferecidas pelo Sony Ericsson Xperia Arc são muitas e inovadoras. Começando pelo HSDPA e HSUPA que permite a transferência de dados e excelente navegação na internet. E não poderia faltar o Wi-fi e GPS. Tem também leitor multimídia, rádio, bluetooth e memória expansível e usa processador Qualcomm Snapdragon Q8255 (single-core) de 1 GHz e mais núcleo de vídeo (GPU) Adreno 205,512MB de RAM.
O Sony Ericsson Xperia Arc é um produto com poucos concorrentes em termos de multimídia graças à câmera de 8 megapixels que permite ao Sony Ericsson Xperia Arc tirar fotos de alta qualidade com uma resolução de 3264x2448 pixels e gravar vídeos em alta definição (HD) com uma resolução de 1280x720 pixels. Muito fino, 8.7 milímetros. 
Conectividade compativel com USB 2.0 e micro USB, WI-Fi, 3G, compatibilidade com HDMI que permite visualização de arquivos diretamente na TV, Bluetooth, GPS de excelente desempenho, navegador da Web Webkit, navegador HTML e Adobe Flash. 
Redes GSM GPRS/EDGE 850,900,1800 e 1900. Sincronização via Exchange ActiveSync,Google Sync e Facebook.
Rádio FM com RDS, jogos em 3D, timescape com twitter integrado. Bateria tempo de duração (até) 7 horas, tempo de espera (até): 430 horas.
Acessórios carregador veicular, fones de ouvidos, cabo USB e adaptador para cabo HDMI, além de um cartão Micro SD de 8GB.

### Tabela Comparativa
| Especificações      | Xperia Arc         | Xperia X10        | Xperia Arc S      |
| Dimensões           | 125 x 63 x 8,7 mm. | 119 x 63 x 13 mm. | 125 x 63 x 8.7 mm |
| Peso                | 117g               | 135g              | 117g              |
| Tela                | 4.2 polegadas      | 4 polegadas       | 4.2 polegadas     |
| Memória Ram         | 512Mb              | 384Mb             | 512Mb             |
| CPU                 | 1 GHz Qualcomm     | 1 GHz Qualcomm    | 1.4 GHz           |
| Sistema operacional | Android 2.3        | Android 2.3       | Android 4.0       |